# Thomas Nuttall
Thomas Nuttall (ur. 5 stycznia 1786, zm. 10 września 1859) – angielski botanik i zoolog. W latach 1808 do 1841 mieszkał i pracował w Stanach Zjednoczonych.
Standardową skróconą formą autora, używaną do wskazania przy cytowaniu nazw botanicznych, jest Nutt..

## Prace
- The genera of North American plants, 1818
- New genera and species of plants, 1840
- The North American sylva, 1842–1849.

## Nazwane jego imieniem
Wiele ptaków i roślin w swych nazwach posiada określenie "nuttalli" pochodzącego od jego imienia, np. dzięcioł kalifornijski (Picoides nuttallii), sroka żółtodzioba (Pica nuttalli), lelkowiec zimowy (Phalaenoptilus nuttallii), roślina znad rzeki Kolumbia – Cornus nuttallii.